# ХК Ферјестад
Ферјестад (швед. Färjestads BK) је шведски хокејашки клуб из Карлстада. Клуб се такмичи у Хокејашкој лиги Шведске.
Утакмице као домаћин игра у Лефбергс лила арени капацитета 8.647 места.

## Историја
Ферјестад је основан 10. новембра 1932. године. Године 1965, Ферјестад се први пут у дивизију 1 (Дивизија Југ), коју су успели да освоје први пут у 1973. Током 1974/75 сезоне, Ферјестад се квалификовао у највећи ранг и од тада никада није испадао.
Девет пута су били шампиони Шведске, у периоду од 1981. до 2011. године.
Боја дресова им је зелена, бела и златна. Највећи ривали су им Ђургарден, Фрелунда и ХВ71.

## Трофеји
- Хокејашка лига Шведске:
  - Првак (9) : 1981, 1986, 1988, 1997, 1998, 2002, 2006, 2009, 2011

## Састав тима
Од 13. септембра 2011.
| Голмани |              |                           |       |
| Број    | Националност | Име                       | Дошао |
| 35      | Шведска      | Фредерик Петерсон-Вентзел | 2011  |
| 41      | Шведска      | Кристофер Нилсторп        | 2010  |

| Одбрана |              |                    |       |
| Број    | Националност | Име                | Дошао |
| 6       | Шведска      | Јохан Ларсон       | 2011  |
| 8       | Шведска      | Сани Линдстром - A | 2009  |
| 16      | Шведска      | Кристофер Берглунд | 2010  |
| 24      | Шведска      | Јонас Фрегрен      | 2010  |
| 25      | Шведска      | Јонас Бродин       | 2010  |
| 32      | Шведска      | Магнус Нигрен      | 2010  |
| 55      | Чешка        | Мартин Севц        | 2010  |

| Напад |              |                       |       |
| Број  | Националност | Име                   | Дошао |
| 12    | Норвешка     | Маријус Холтет        | 2008  |
| 13    | Шведска      | Петер Венерстрем      | 2011  |
| 18    | Шведска      | Робин Стернер         | 2009  |
| 20    | Норвешка     | Андерс Бастиансен - A | 2008  |
| 22    | Шведска      | Пер Аслунд            | 2006  |
| 30    | Шведска      | Маркус Паулсон        | 2009  |
| 42    | Шведска      | Јоаким Хилдинг        | 2011  |
| 51    | Шведска      | Рикард Валин - К      | 2010  |
| 71    | Шведска      | Кристијан Берглунд    | 2010  |
| 79    | Шведска      | Патрик Лунд           | 2010  |
| 85    | Шведска      | Микаел Јохансон       | 2010  |
| xx    | Шведска      | Фредерик Сјестрем     | 2011  |